# Ouvidor
| Ouvidor                      | Ouvidor                                                 |
| ---------------------------- | ------------------------------------------------------- |
|                              |                                                         |
| Wappen                       | Flagge                                                  |
| Wappen von Ouvidor unbekannt | Flagge von Ouvidor unbekannt                            |
| Karten                       |                                                         |
|                              |                                                         |
| Basisdaten                   |                                                         |
| Staat:                       | Brasilien (BRA)                                         |
| Bundesstaat:                 | Goiás (GO)                                              |
| Mesoregion:                  | Süd-Goiás                                               |
| Mikroregion:                 | Catalão                                                 |
| Angrenzende Gemeinden:       | Catalão, Davinópolis, Abadia dos Dourados, Três Ranchos |
| Distanz zu Goiânia:          | 267 km                                                  |
| Geografische Lage:           | 18° 14′ S, 47° 50′ W                                    |
| Zeitzone:                    | UTC-3 Sommer: UTC-2                                     |
| Fläche:                      | 413,786 km²                                             |
| Einwohner:                   | 5.466                                                   |
| Bevölkerungsdichte:          | 13,2 Einwohner / km²                                    |
| Höhe:                        | 810 m                                                   |
| Postleitzahl (CEP):          | 75715-000                                               |
| Telefonvorwahl:              | +55 64                                                  |
| Adresse der Stadtverwaltung: | Av. Irapuan Costa Júnior, 915 Setor Centro              |
| Offizielle Webseite:         | ouvidor.go.gov.br                                       |
| Jahrestag:                   | 19. Oktober                                             |
| Gemeindegründung:            | 1953                                                    |
| Politik                      |                                                         |
| Bürgermeister:               | Diorivan Pereira Rosa (PP), 2009–2012                   |
| Vize-Bürgermeister:          | Adenir da Guia Santana (PSDB), 2009–2012                |

Ouvidor ist eine kleine politische brasilianische Gemeinde im Südosten des Bundesstaates Goías in der Mikroregion Catalão an der Grenze zum Bundesstaat Minas Gerais.

## Geographische Lage
Ouvidor grenzt
- vom Westen bis Norden an Catalão
- im Nordosten an Davinópolis mit dem Rio São Marcos als Grenzfluss
- im Südosten an Abadia dos Dourados mit dem Rio Paranaíba als Grenzfluss zu Minhas Gerais
- im Süden an Três Ranchos

von West über Nord bis Ost an Catalão,